# Диксон, Наоми
Наоми Диксон — генеральный директор организации «Помощь еврейским женщинам», организации, поддерживающей еврейских женщин и девочек, подвергшихся домашнему насилию, и обучающей еврейскую общину инструментам для выявления, разоблачения и предотвращения насилия.

## Биография
Диксон начала работать с организацией «Помощь еврейским женщинам» в 2002 году. В 2014 году она была назначена генеральным директором. На своей предыдущей должности координатора по коммуникациям и обучению она создала учебную программу JWA для повышения осведомлённости еврейской общины и обучения специалистов тому, как лучше выявлять и поддерживать подвергшихся насилию женщин и девочек, которые приходят в их организации.
Диксон — попечительница Федерации помощи женщинам Англии, основательница Коалиции «Вера против домашнего насилия» и член программы высшего религиозного лидерства Кембриджского университета. Кроме того, с 2011 по 2012 год она была членом Комиссии «Женщины в еврейском лидерстве».

## Награды
23 ноября 2020 года Диксон вошла в число 100 женщин BBC.